# Forelia pinguipalpis
Forelia pinguipalpis är en kvalsterart som beskrevs av Smith 1976. Forelia pinguipalpis ingår i släktet Forelia och familjen Pionidae. Inga underarter finns listade i Catalogue of Life.